# Arrest
Arrest és un municipi francès situat al departament del Somme i a la regió dels Alts de França. L'any 2007 tenia 866 habitants.

## Demografia

### Població
El 2007 la població de fet d'Arrest era de 866 persones. Hi havia 346 famílies de les quals 78 eren unipersonals (33 homes vivint sols i 45 dones vivint soles), 111 parelles sense fills, 132 parelles amb fills i 25 famílies monoparentals amb fills.
La població ha evolucionat segons el següent gràfic:
Habitants censats

### Habitatges
El 2007 hi havia 397 habitatges, 349 eren l'habitatge principal de la família, 29 eren segones residències i 19 estaven desocupats. 390 eren cases i 3 eren apartaments. Dels 349 habitatges principals, 283 estaven ocupats pels seus propietaris, 49 estaven llogats i ocupats pels llogaters i 16 estaven cedits a títol gratuït; 2 tenien una cambra, 8 en tenien dues, 54 en tenien tres, 107 en tenien quatre i 178 en tenien cinc o més. 265 habitatges disposaven pel capbaix d'una plaça de pàrquing. A 151 habitatges hi havia un automòbil i a 154 n'hi havia dos o més.

### Piràmide de població
La piràmide de població per edats i sexe el 2009 era:
| Homes | Edats   | Dones |
| ----- | ------- | ----- |
| 0     | 95 o +  | 0     |
| 0     | 90 a 94 | 0     |
| 0     | 85 a 89 | 12    |
| 0     | 80 a 84 | 12    |
| 4     | 75 a 79 | 12    |
| 16    | 70 a 74 | 16    |
| 36    | 65 a 69 | 44    |
| 24    | 60 a 64 | 28    |
| 28    | 55 a 59 | 16    |
| 24    | 50 a 54 | 36    |
| 20    | 45 a 49 | 12    |
| 32    | 40 a 44 | 28    |
| 20    | 35 a 39 | 20    |
| 52    | 30 a 34 | 28    |
| 40    | 25 a 29 | 44    |
| 12    | 20 a 24 | 20    |
| 16    | 15 a 19 | 20    |
| 24    | 10 a 14 | 24    |
| 32    | 5 a 9   | 32    |
| 24    | 0 a 4   | 28    |

## Economia
El 2007 la població en edat de treballar era de 539 persones, 385 eren actives i 154 eren inactives. De les 385 persones actives 356 estaven ocupades (199 homes i 157 dones) i 30 estaven aturades (9 homes i 21 dones). De les 154 persones inactives 62 estaven jubilades, 45 estaven estudiant i 47 estaven classificades com a «altres inactius».

### Ingressos
El 2009 a Arrest hi havia 354 unitats fiscals que integraven 886,5 persones, la mediana anual d'ingressos fiscals per persona era de 16.657 €.

### Activitats econòmiques
Dels 28 establiments que hi havia el 2007, 1 era d'una empresa de fabricació de material elèctric, 4 d'empreses de fabricació d'altres productes industrials, 6 d'empreses de construcció, 8 d'empreses de comerç i reparació d'automòbils, 1 d'una empresa de transport, 1 d'una empresa d'hostatgeria i restauració, 1 d'una empresa financera, 3 d'entitats de l'administració pública i 3 d'empreses classificades com a «altres activitats de serveis».
Dels 9 establiments de servei als particulars que hi havia el 2009, 1 era una oficina de correu, 1 taller de reparació d'automòbils i de material agrícola, 2 paletes, 1 guixaire pintor, 2 lampisteries i 2 perruqueries.
L'únic establiment comercial que hi havia el 2009 era una carnisseria.
L'any 2000 a Arrest hi havia 24 explotacions agrícoles que ocupaven un total de 1.020 hectàrees.

## Equipaments sanitaris i escolars
L'únic equipament sanitari que hi havia el 2009 era una farmàcia.
El 2009 hi havia una escola elemental.

## Poblacions més properes
El següent diagrama mostra les poblacions més properes.